# Bensafrim
Bensafrim és una vila portuguesa del municipi de Lagos, amb 78,35 km² d'àrea i 1.530 habitants (al cens del 2011). La densitat de població n'és de 19,5 h/km², per això es considera una Àrea de Baixa Densitat (ordenança 1467-A/2001).
Va ser elevada a vila en 12 de juny del 2009.
Fou seu d'una freguesia eliminada al 2013, en l'àmbit d'una reforma administrativa nacional, per, junt amb Barão de Sâo João, formar una nova freguesia denominada Unió de Freguesies de Bensafrim i Barão de Sâo João, de la qual és la seu.

## Patrimoni
- Menhir da Cabeça do Rochedo[4]
- Necròpoli romana de Fonte Velha

## Població
| Població de Bensafrim | Població de Bensafrim | Població de Bensafrim | Població de Bensafrim | Població de Bensafrim | Població de Bensafrim | Població de Bensafrim | Població de Bensafrim | Població de Bensafrim | Població de Bensafrim | Població de Bensafrim | Població de Bensafrim | Població de Bensafrim | Població de Bensafrim | Població de Bensafrim |
| --------------------- | --------------------- | --------------------- | --------------------- | --------------------- | --------------------- | --------------------- | --------------------- | --------------------- | --------------------- | --------------------- | --------------------- | --------------------- | --------------------- | --------------------- |
| 1864                  | 1878                  | 1890                  | 1900                  | 1911                  | 1920                  | 1930                  | 1940                  | 1950                  | 1960                  | 1970                  | 1981                  | 1991                  | 2001                  | 2011                  |
| 1 469                 | 1 942                 | 2 103                 | 2 241                 | 2 417                 | 2 463                 | 2 688                 | 1 912                 | 1 947                 | 1 820                 | 1 516                 | 1 555                 | 1 417                 | 1 533                 | 1 530                 |

Pel decret llei núm. 22.483, de 02/05/1933, se segregà d'aquesta freguesia la població de Barão de S. João per constituir la freguesia del mateix nom.

## Galeria d'imatges

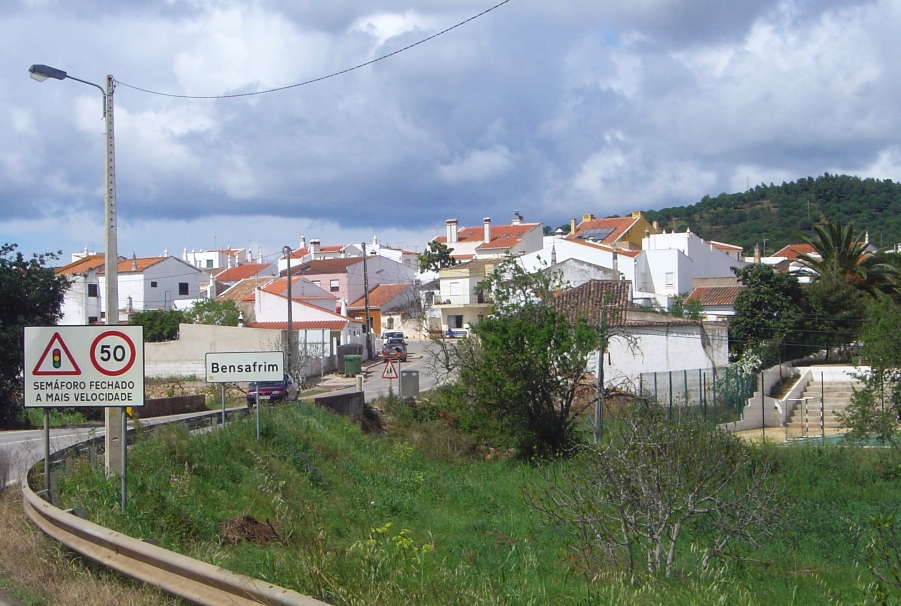
Vista de Bensafrim